# Yukio Tsuda
Yukio Tsuda (津田 幸男, Tsuda Yukio, né le 15 août 1917 à Kobe au Japon) est un footballeur japonais.